# Verbena canescens
Verbena canescens — вид трав'янистих рослин родини Вербенові (Verbenaceae), поширений на півдні США, Мексиці й Колумбії. Етимологія: лат. canescens — «сіріючий».

## Опис
Розлога або лежача, від однорічної до багаторічної трава. Назва виду посилається на дрібне, змінної довжини, сірувато-біле волосся, яке вкриває стебла, листя та чашечки. Стебла квадратні в поперечному перерізі, завдовжки до 46 см. Листки з великими зубцями, або малими частками. Листки безчерешкові, розташовані навпроти, ланцетні, розміром до 7.6 × 2.5 см. 
Суцвіття займає кілька дюймів у верхній частині стебла, до 15 см завдовжки. Приквітки загострені, зелені, яйцюваті; досить добре відокремлені від червоно-зеленої чашечки, яка становить ≈2.5 мм завдовжки і має п'ять малих чашолистків. Вінчик удвічі довший за чашечку, забарвлення рожево-пурпурно-блакитне, з п'ятьма пелюстками, дві верхні й три нижні; пелюстки мають неглибокий виїмки на кінчику.

## Поширення
Поширений на півдні США, Мексиці й Колумбії.